# Jogos védelem
A jogos védelem büntetőjogi fogalom, az egyik büntethetőséget kizáró ok. Magyarországon a törvényi szabályozása 2013. július 1-jétől változott, köre tágabb lett.

## Fogalma
A jogosan védekező olyan közvetlenül fenyegető támadást hárít el, amelynek megakadályozására a bűnüldöző hatóságok lennének jogosultak és kötelesek. Amennyiben a társadalom nem képes megvédeni egy adott helyzetben valakit a jogtalan erőszaktól, úgy biztosítja az önhatalmú védelem jogát. Ebben az esetben az állam erőszak-monopóliuma közérdekből felfüggesztésre kerül. A jogos védelem nem minden esetben önvédelem. A védelmi cselekményt bárki kifejtheti, nem csak a megtámadott. A kifejtett erőszak egyetlen korlátja az arányosság elve, azaz a védelmi cselekménynek arányosnak kell lennie a támadással, de ezen belül akár a valaki életére törő támadó megölése is jogszerű lehet.
A támadásnak „intézettnek” vagy „közvetlenül fenyegető” jellegűnek kell lennie. Intézettnek minősül a támadás akkor, ha az elkövető valamely a Btk. Különös részében büntetni rendelt bűncselekmény (szabálysértés) törvényi tényállásának megvalósítását már megkezdte, míg közvetlenül fenyegető a támadás akkor, ha a támadás megkezdésétől azonnal vagy igen rövid időn belül tartani lehet, és a támadás megvalósulásának akadálya nincs (például a támadó szúrásra emeli a kését).
A támadás mindig aktív cselekedet. A jogos védelmi helyzet mindaddig fennáll, ameddig a megtámadott reálisan tarthat a támadás megkezdésétől avagy folytatásától. Ha a fenyegető kijelentés egy esetleges későbbi bántalmazást helyez kilátásba, akkor viszont jogos védelemről nem lehet szó.
Nagyon fontos elem, hogy a támadásnak jogtalannak kell lennie. Az erőszak önmagában nem feltétlenül jogtalan.
Nem jogtalan a támadás, ha:
- Jogszabály engedélyezi.
- Végszükség vagy jogos védelem esetében
- Házi fegyelmezési jog gyakorlása[1] közben kerül rá sor.

Irreleváns a támadó cselekvőképessége, tévedése.
Amennyiben azonban a támadó, és a védekező egyaránt jogtalanul jár el, jogos védelemre egyikük sem hivatkozhat. Ide tartozik a kölcsönös tettlegesség, és a kiprovokált támadás is, azzal a fenntartással, hogy a provokációnak tettlegesnek kell lennie. Verbális provokáció nem zárja ki a jogos védelmi helyzetet.

## A római jogban
A római jogban már nagyon korán megjelent (Moderamen inculpatae tutelae). A XII táblás törvények az „éjjel tetten ért tolvaj” megölését feltétel nélkül, míg a nappal tetten ért tolvaj életének a kioltását abban az esetben ismerték el jogszerűnek, ha fegyverrel védekezett a leleplezésekor (a védekezés és a bosszú megengedhetőségének gondolata még nem különül el teljesen egymástól).

## A kánonjogban
A kánonjog a jogos önvédelem jogintézményét ugyancsak elismerte, sőt, kibővítette a mások érdekében gyakorolható védelem fogalmával.

## A magyar szabályozás

### 2013. július 1-je előtt
A Büntető Törvénykönyv korábbi szövege szerint: 
- Bűncselekmény elkövetése miatt "nem büntethető, akinek a cselekménye a saját, illetőleg a mások személye, javai vagy közérdek ellen intézett, illetőleg ezeket közvetlenül fenyegető jogtalan támadás elhárításához szükséges." [29. § (1) bek.]
- Nem büntethető az sem, aki az elhárítás szükséges mértékét ijedtségből vagy menthető felindulásból túllépi. [29. § (2) bek.]
- A megtámadott nem köteles kitérni a jogtalan támadás elől. [29. § (3) bek.]
- Nem büntethető, aki a saját, illetőleg a mások személye vagy javai elleni jogtalan támadás megelőzéséhez szükséges védelmi eszközt alkalmaz, ha az az élet kioltására nem alkalmas, és annak folytán a jogtalan támadó szenved sérelmet, továbbá ha a védekező a sérelem elkerülése érdekében mindent megtett, ami tőle az adott helyzetben elvárható volt. [29/A.§]

### 2013. július 1-je óta
2013. július 1-jén lépett hatályba a Büntető Törvénykönyv módosítása (2012. évi C. törvény), amely "a súlyos, erőszakos bűncselekmények elleni hatékonyabb fellépés biztosítására a jogos védelmi helyzetet kiszélesíti, és törvényi vélelmet állít fel arra, miszerint vannak esetek, amikor a jogtalan támadás oly módon történik, hogy a megtámadott joggal feltételezheti, hogy a támadás az élete ellen is irányult, és ilyenkor a jogtalan támadás körülményei megteremtik a lehetőséget a védekezés szükséges mértékének a túllépésére. Ez különösen olyankor lehet indokolt, amikor a megtámadott személytől fegyverrel akarják megszerezni a vagyontárgyait, vagy amikor éjjel jogtalanul behatolnak valakinek a lakásába, illetve a támadók számbeli fölénye is megalapozhatja ezt a feltételezést."
- Nem büntetendő annak a cselekménye, aki a saját, illetve a mások személye vagy javai elleni jogtalan támadás megelőzése céljából telepített, az élet kioltására nem alkalmas védelmi eszközzel a jogtalan támadónak sérelmet okoz, feltéve, hogy a védekező mindent megtett, ami az adott helyzetben elvárható annak érdekében, hogy az általa telepített védelmi eszköz ne okozzon sérelmet.[6]
- Nem büntetendő az a cselekmény, amely a saját, illetve más vagy mások személye, javai vagy a közérdek ellen intézett, illetve ezeket közvetlenül fenyegető jogtalan támadás elhárításához szükséges.
- A jogtalan támadást úgy kell tekinteni, mintha az a védekező életének kioltására is irányult volna, ha
- a) azt személy ellen
  -     - aa) éjjel,
    - ab) fegyveresen,
    - ac) felfegyverkezve vagy
    - ad) csoportosan

követik el,
- b) az a lakásba
  -     - ba) éjjel,
    - bb) fegyveresen,
    - bc) felfegyverkezve vagy
    - bd) csoportosan

történő jogtalan behatolás, vagy
- c) az a lakáshoz tartozó bekerített helyre fegyveresen történő jogtalan behatolás.[7]
- Nem büntethető, aki az elhárítás szükséges mértékét ijedtségből vagy menthető felindulásból lépi túl.[8]
- A megtámadott nem köteles kitérni a jogtalan támadás elől.[9]